# Canadarm 2
Le système de service mobile, (en anglais : Mobile Servicing System, ou MSS), également appelé par métonymie Canadarm 2, est un équipement externe de la Station spatiale internationale permettant de déplacer des modules et des équipements extérieurs de la Station et pouvant assister les astronautes au cours des sorties extravéhiculaires. 
Le principal composant est le bras manipulateur Canadarm 2 (également appelé Space Station Remote Manipulator, ou SSRMS). Il peut être attaché sur un chariot mobile (le MBS) circulant sur la poutre de la Station. Canadarm 2 peut utiliser une « main » plus agile - le Special Purpose Dexterous Manipulator ou SPDM - surnommée Dextre pour les manipulations délicates. L'ensemble est commandé par les astronautes depuis l'intérieur de la Station grâce à deux stations de travail dédiées. Les astronautes doivent recevoir un entraînement au sol pour apprendre à utiliser le Canadarm 2.
Le système de service mobile est conçu et réalisé par la société MDA Space Missions (en) (anciennement appelée MD Robotics et encore avant, Spar Aerospace). C'est la principale contribution de l'Agence spatiale canadienne à la Station spatiale internationale.

## Canadarm 2

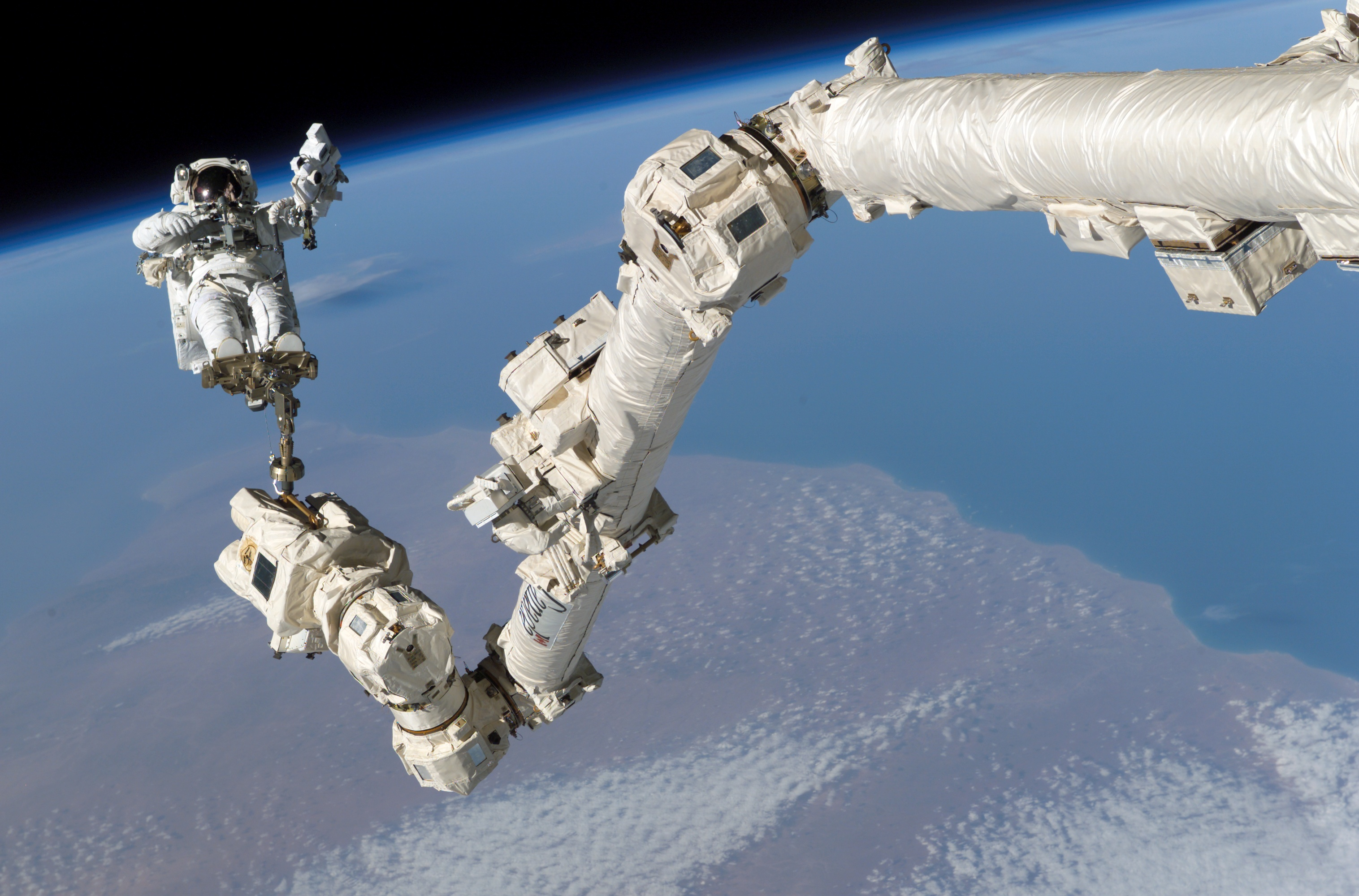
Le Canadarm 2.

Lancé sur le vol STS-100 le 19 avril 2001, la nouvelle génération de Canadarm est une version plus grande, plus forte et plus intelligente du bras robotique de la navette spatiale. Canadarm 2 mesure 17,6 mètres de long lorsqu'il est complètement déplié. Il possède 7 articulations motorisées. Sa masse est de 1 800 kg et son diamètre est de 35 cm. Le bras peut manipuler des charges pesant jusqu'à 116 000 kg et est utilisé pour arrimer la navette spatiale à la Station. Le système de manipulation à distance de la Station spatiale ou SSRMS, peut changer de point d'attache avec ses deux préhenseurs situés à ses extrémités, il peut ainsi se déplacer sur la surface extérieure de la Station en allant de point d'attache en point d'attache. Son déplacement est uniquement limité par le nombre de Power Data Grapple Fixtures (PDGF). Ceux-ci, répartis sur la Station lui fournissent l'alimentation et les connexions pour sa commande et la vidéo. D'autre part, le bras peut également aller d'un bout à l'autre de la Station grâce à la base mobile (MBS), située sur la poutre principale, véritable colonne vertébrale de la Station.

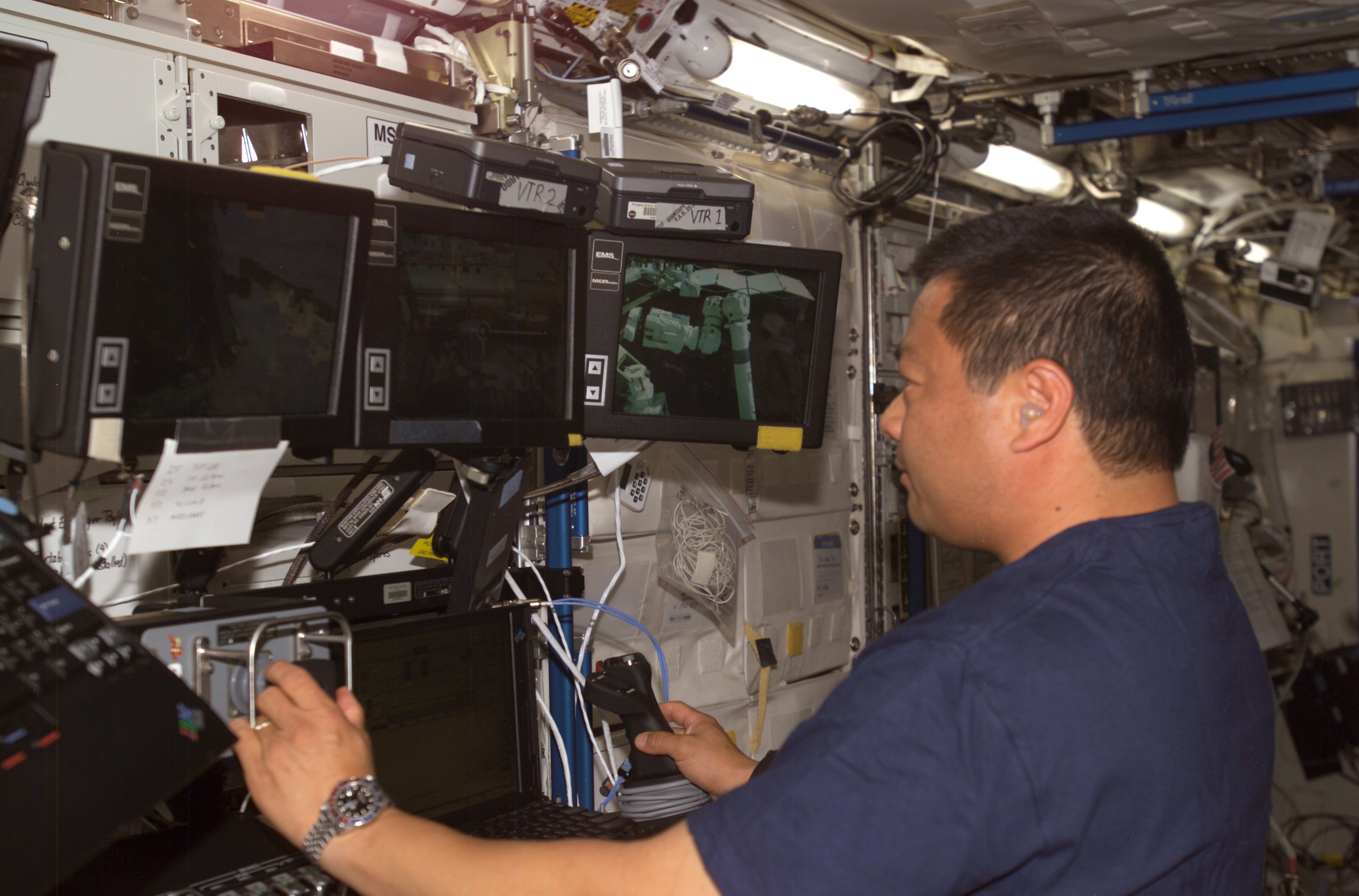
L'astronaute Leroy Chiao utilisant une station de contrôle du Canadarm 2 dans le module laboratoire Destiny.

La plupart du temps, les astronautes qui utilisent le Canadarm 2, voient ce qu'ils font grâce aux trois écrans à cristaux liquides des stations de travail robotiques (Robotic Work Station (RWS)). L'ISS compte 2 de ces stations et une seule peut contrôler le robot en même temps. Lorsque la Station est terminée, une de ces stations est située dans le module américain Destiny et l'autre dans la coupole Cupola. Actuellement[Quand ?], ces deux stations sont dans le module Destiny. Chaque RWS compte deux jeux de joysticks : le contrôleur manuel de rotation (RHC) et le contrôleur manuel de translation (THC), un panneau de contrôle et d'affichage (DCP) et un ordinateur portable (PCS).

## Système de base mobile
Une plate-forme se déplaçant sur un rail de la longueur de la Station, le système de base mobile ou MBS, offre une mobilité latérale au Canadarm 2 le long de la poutre principale de la Station. Le MBS a est ajouté à la Station lors du vol STS-111 en juin 2002.
Le nom exact et complet du MBS est « MRS Base System », où MRS signifie « Mobile Remote Servicer ».

## Manipulateur agile spécialisé

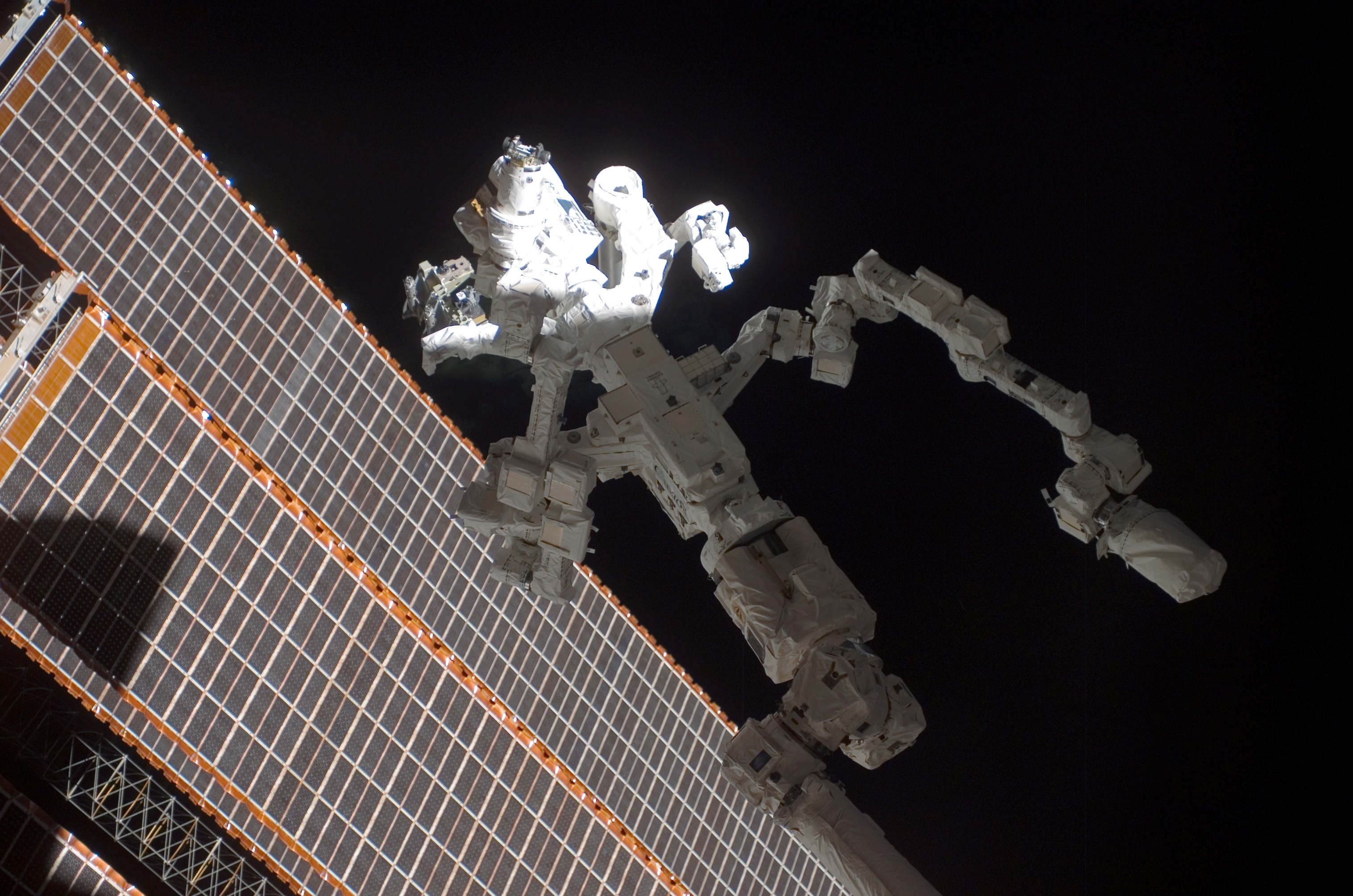
Dextre, la main du Canadarm 2 (NASA).

Le manipulateur agile spécialisé, ou la main canadienne (Dextre), est un robot à deux bras (3,3 m) capable de réaliser des tâches d'assemblage, d'arrimage et d'entretien (charge maximum de 600 kg) délicates (2  à   6 mm de précision), généralement effectuées par des astronautes lors de sorties extravéhiculaires (EVA). Conçu par MD Robotics de Brampton, en Ontario, des tests sont réalisés dans la chambre de simulation spatiale de l'Agence spatiale canadienne au laboratoire David Florida à Ottawa. Le transport de Dextre sur la Station est réalisé le 11 mars 2008 par la mission STS-123 de la navette Endeavour. L'arrimage de Dextre est effectif depuis le 13 mars 2008. La même mission STS-123 amène la première partie du laboratoire japonais Kibō (4 m × 4,4 m).

## Incident
Le 12 mai 2021 les astronautes de la station spatiale se sont rendu compte que le bras articulé Canadarm 2 est entré en collision avec un débris spatial, l'impact s'étant révélé mineur.